# Neoascia longiscutata
Neoascia longiscutata är en tvåvingeart som först beskrevs av Tokuichi Shiraki 1930.  Neoascia longiscutata ingår i släktet dvärgblomflugor, och familjen blomflugor. Inga underarter finns listade i Catalogue of Life.